# ジュリアン (プリンセス プリンセスの曲)
「ジュリアン」は、プリンセス プリンセスの10枚目のシングル。1990年11月21日発売。発売元はソニーレコード。

## 解説
プリンセス プリンセス初のバラードのシングルで、作詞は中山加奈子。奥居香が作った仮歌の時点から歌い出しが「ジュリアン」で始まっていたので、タイトルも「ジュリアン」に決まった。
タイトルはプリンセス プリンセスの旧バンド名「JULIAN MAMA（ジュリアン・ママ）」から取って中山が当時飼っていた猫に付けた名前に由来する。猫は中山がBOWWOW／VOW WOWのギタリストの山本恭司から譲り受けたもので、当時メンバー5人で住んでいた西日暮里の合宿所で飼われていたが、合宿所を引き払う時に中山の実家に引き取られた。その数年後、中山の家族が動物病院に連れて行く直前、入れていたケージの扉が少し開いた隙間をすり抜けて逃げ、そのまま二度と帰って来なかったという。
歌詞の内容は猫に向けたものではなく当時の中山の恋を歌ったもので、「ラブレターを書くようなつもりで作詞をし、歌詞が完成したその瞬間に私の中で不思議な気持ちが起きた曲でもあります。なんだか叶わなかった恋が浄化されて、ポワンと笑いながら空に還ってゆくような気がしたのです。ああ、作詞とは、こういう作業でもあるのかと、その時思いました。」「私にとって思い出深い1曲です。」と語っている。
A面B面ともにタイアップが付いた。

## 収録曲
1. ジュリアン [5:07]
作詞：中山加奈子　作曲：奥居香　編曲：プリンセス プリンセス
  - シチズン・腕時計「ライトハウス」CMソング
2. ROCK ME [4:05]
作詞・作曲：奥居香　編曲：プリンセス プリンセス
  - ソニー「オーディオ・カセットテープ」CMソング

## カバー
- HONEY SAC - 2004年、CD「19 GROWING UP」
- viola - 2008年、CD「le table」
- MUNEHIRO - 2013年、CD「ANKORA feat. KENTY GROSS」
- 一青窈 - 2015年、CD「ヒトトウタ」